# Pedro Cabral (trinitario)
Pedro Cabral (Santarém, 1527-10 de enero de 1597) fue un sacerdote católico, trinitario, cronista y patrólogo portugués.

## Biografía
Pedro Cabral nació en 1527 en Santarém, en el Reino de Portugal. Ingresó en la Orden de la Santísima Trinidad y de los Cautivos, en el convento de su ciudad natal, donde profesó sus votos religiosos y fue ordenado sacerdote. Fue uno de los cuatro religiosos que, por orden del rey Juan III de Portugal, frecuentaron la Universidad de Coímbra con el fin de iniciar la reforma de la Orden en la nación lusitana.
En la orden, Cabral ocupó los cargos de ministro de los conventos de Santarém y Lisboa y ministro de la provincia de Portugal en dos ocasiones, sustituyendo a los provinciales Roque del Espíritu Santo y Bautista Carvalhal respectivamente. Durante su mandato, se fundó en la casa de Lisboa la Hermandad de Nuestra Señora del Remedio, quienes pasaron a ser parte de la Tercera Orden Trinitaria. Sus últimos años los pasó en el convento de Santarém, donde murió el 10 de enero de 1597. Entre sus escritos manuscritos resalta: Chronica da provincia da SS. Trindade de Portugal.